# 雅江紫堇
雅江紫堇（学名：Corydalis yargongensis）为罂粟科紫堇属下的一个种。